# Kataton schizofreni
Kataton schizofreni är en form av schizofreni som har motoriska symtom eller symtom som yttrar sig i personens rörlighet, så kallad katatoni.
Likartade symtom kan komma av drogmissbruk, hjärnsjukdomar och ämnesomsättningssjukdomar. De klassas då som drogutlösta psykoser eller organiska psykoser, beroende på orsak. Kataton typ av schizofreni har minskat kraftigt i västvärlden, men är inte lika ovanligt i andra delar av världen.

## Symtom
En kataton schizofreni kännetecknas dels av att personen uppfyller de allmänna symtomen på schizofreni, med en psykos som varat längre tid än några månader. Dels är personen drabbad av katatoni. Katatonin kan yttra sig i katatont stupor (katalepsi), att personen är nästan helt orörlig och fysiskt apatisk, och i motorisk hyperaktivitet. Den katatona stuporn kan antingen ske i viloposition eller i en märklig pose, under vilken den drabbade är svår att få kontakt med. Om någon annan förändrar den katanonas kroppsställning, har personen som regel kvar den nya posen. Dock är det ofta svårt att flytta personen eller att få vederbörande att byta ställning, eftersom musklerna som regel är spända. Vid tillfällen av hyperaktivitet, är rörelserna uppenbart meningslösa och fyller ingen funktion (till exempel att trumma på en bordsskiva eller vicka på en stol).
Den som drabbats har förändrat medvetandetillstånd, är vid medvetande fastän svår att få kontakt med. Ett tecken på att personen är vid fullt medvetande är att personen lyder order (automatism). Dock gör personen det utan att visa att han eller hon hört orden. Ibland kan personen utan kommunikativ mening, upprepa fraser och meningar som andra säger, dock utan att visa att kommunikationen nått fram (ekolali).